# Орнітологічна лабораторія Корнелла
Орнітологічна лабораторія Корнелла (англ. Cornell Lab of Ornithology) — науковий інститут в межах Університету Корнелла, розташований у місті Ітака, штат Нью-Йорк, місією якого є «інтерпретація і збереження біорізноманіття Землі за допомогою досліджень, освіти та популярізації науки з фокусом на птахах». В лабораторії працюють як професори університету, так і голови груп, що не є професорами, також тут працює багато студентів, науковців, викладачів, спеціалістів з дизайну, маркетингу, адміністративних питань. Головним фокусом лабораторії є дослідження птахів, хоча проводяться і програми з дослідження біорізноманіття; специфічні програми включають дослідження популяцій птахів, біоакустики, еволюційної біології. Лабораторія підтримує бібліотеку Макаулея, що містить найбільшу колекцію звуків тварин у світі, понад 160 тис. записів, та зрастаючий архів відеозаписів, частина з яких доступна на вебсайті Birds of North America. Бібліотека надає багато записів тварин, що звучать у радіопрограмі BirdNote. Головна бібліотека лабораторії, Бібліотека Адельсона, містить історичні та сучасні матеріали з орнітології, включаючи велику колекцію монограм та журналів. Проекти популяризації науки включають багато різноманітних проектів, що залучають понад 200 тис. чоловік як в Північній Америці, так і за її межами.